# Карпов Кирило Анатолійович
Кирило Анатолійович Карпов (рос. Кирилл Анатольевич Карпов; нар. 28 лютого 1997, Коряжма, Архангельська область, Росія) — російськийфутболіст, захисник білоруського клубу «Ліда».

## Життєпис
Народився в місті Коряжма Архангельської області. Вихованець юнацької команди «Хіміка» з рідного міста. 2013 року дебютував у футболці вище вказаного клубу, провів 3 поєдинки в аматорському чемпіонаті Росії. Потім виступав за юнацькі команди РСДЮСШ (Сиктивкар) та «Шинник» (Ярославль). З 2015 року виступав за молодіжну команду «Шинника» в аматорському чемпіонаті Росії. У футболці ярославльського клубу дебютував 23 серпня 2017 року в переможному (2:0) виїзного поєдинку кубку Росії проти підмосковних «Хімок». Кирило вийшов на поле в стартовому складі та відіграв увесь матч. У ФНЛ дебютував 15 квітня 2018 року в нічийному (0:0) домашньому поєдинку 33-го туру проти «Оренбурга». Карпов вийшов на поле в стартовому складі, на 9-й хвилині отримав жовту картку, а на 27-й хвилині його замінив Артем Щадин. Після цього за «Шинник» в офіційних матчах не грав. 
На початку березня 2019 року підписав контракт з «Оршею». За нову команду дебютував 13 квітня 2019 року в переможному (3:2) виїзному поєдинку 1-го туру Першої ліги Білорусі проти «Крумкачів». Кирило вийшов на поле в стартовому складі та відіграв увесь матч. Єдиним голом за «Оршу» відзначився 27 квітня 2019 року на 30-й хвилині переможного (2:1) виїзного поєдинку 3-го туру Першої ліги України проти «Сморгоні». Карпов вийшов на поле в стартовому складі та відіграв увесь матч. У сезоні 2019 року зіграв 12 матчів (1 гол) у Першій лізі Білорусі та 1 поєдинок у кубку Білорусі.
Наприкінці липня 2019 року став гравцем «Волги». У футболці ульяновського клубу дебютував 4 серпня 2019 року в програному (0:3) виїзному поєдинку 1/64 фіналу кубку Росії проти тольятинського «Акрону». Кирило вийшов на поле на 56-й хвилині, замінивши Марка Криворога. Цей матч виявився єдиним у футболці «Волги». У середині лютого 2020 року повернувся до Білорусі, де підсилив «Ліду». За нову команду дебютував 25 квітня 2020 року в нічийному (1:1) виїзному поєдинку 2-го туру Першої ліги проти новополоцького «Нафтана». Карпов вийшов на поле на 90-й хвилині, замінивши іншого росіянина Давида Саєнка. За два сезони, проведені в «Ліді», зіграв 31 матч у Першій лізі Білорусі та 2 поєдинки у кубку Білорусі. З липня по жовтень 2021 рік виступав за фейкову «Євпаторію» в так званій «Прем'єр-лізі КФС», де провів 8 поєдинків. На початку квітня 2022 року повернувся до «Ліди». Дебютував за команду після повернення 16 квітня 2022 року в програному (0:3) виїзному поєдинку 2-го туру Першої ліги Білорусі проти новополоцького «Нафтану». Кирило вийшов на поле в стартовому складі та відіграв увесь матч. Першим голом за команду з однойменного клубу відзначився 15 травня 2022 року на 23-й хвилині переможного (4:2) домашнього поєдинку 6-го туру Першої ліги проти рогачовського «Макслайна». Карпов вийшов на поле в стартовому складі та відіграв увесь матч.